# Cratere Klafsky
Klafsky  è un cratere sulla superficie di Venere. Deve il suo nome alla cantante lirica ungherese Katharina Klafsky.